# 福釜町
福釜町（ふかまちょう）は、愛知県安城市の地名。

## 地理
安城市西部に位置する。東は赤松町、西は高棚町、南は榎前町、北は箕輪町に接する。

### 学区
市立小・中学校に通う場合、学校等は以下の通りとなる。また、公立高等学校に通う場合の学区は以下の通りとなる。
| 番・番地等 | 小学校                 | 中学校               | 高等学校 |
| --- | ---------------------- | -------------------- | -------- |
| 荒子・犬田・大江・尾山（国道23号以東）・笠松・釜ヶ渕・河原・蔵前・甲大道・鴻ノ巣・小六・西天・里添・猿町・砂渡・清水・下山・十郎・条山・道田・百々目・長池・中根・野中・馬場・東湫・田・細池・細湫・宮添・矢場・横山・蓬野 | 安城市立安城西部小学校 | 安城市立安城西中学校 | 三河学区 |
| 福釜町大洲・尾山（国道23号以西） | 安城市立丈山小学校     | 安城市立安城西中学校 | 三河学区 |

### 河川
- 長田川[1]

## 歴史

### 人口の変遷
国勢調査による人口および世帯数の推移。
| 1995年（平成7年）  | 919世帯 3416人  |  |
| 2000年（平成12年） | 964世帯 3499人  |  |
| 2005年（平成17年） | 1100世帯 3733人 |  |
| 2010年（平成22年） | 1266世帯 4187人 |  |
| 2015年（平成27年） | 1386世帯 4527人 |  |
| 2020年（令和2年）  | 1466世帯 4652人 |  |

### 沿革
- 1889年（明治22年） - 市制町村制施行により、同制度下の福釜村となる[2]。
- 1906年（明治39年） - 碧海郡安城町大字福釜となる[2]。
- 1952年（昭和27年） - 安城市大字福釜となる[2]。
- 1956年（昭和31年） - 安城市福釜町となる[2]。

## 交通
- 国道23号バイパス（名豊道路）[1]
- 国道23号[1]
- 愛知県道丸山後安城線[1]
- 愛知県道岡崎半田線[1]

## 施設
- 西部公民館[1]
- 中部給食センター[1]
- 安城市立安城西中学校[1]
- 安城市立安城西部小学校[1]
- 安城西部保育園[1]
- 安城浄水場[1]
- 浄土宗鎮西派宝泉院[1]
- 神明神社[1]

### WEB
1. ↑  “愛知県安城市の町丁・字一覧”.   人口統計ラボ. 2023年8月26日閲覧。
2. 1 2  総務省統計局 (2022年2月10日). “令和2年国勢調査の調査結果(e-Stat) - 男女別人口，外国人人口及び世帯数－町丁・字等” (CSV). 2023年8月2日閲覧。
3. ↑  “愛知県安城市の郵便番号一覧”.   日本郵便. 2023年8月26日閲覧。
4. ↑  “市外局番の一覧” (PDF).   総務省 (2022年3月1日). 2022年3月22日閲覧。
5. ↑  安城市役所教育振興部学校教育課学事係 (2022年4月7日). “小中学校区一覧（町別50音順）”.   安城市. 2023年10月1日閲覧。
6. ↑  “平成29年度以降の愛知県公立高等学校（全日制課程）入学者選抜における通学区域並びに群及びグループ分け案について”.   愛知県教育委員会 (2015年2月16日). 2019年1月14日閲覧。
7. ↑  総務省統計局 (2014年3月28日). “平成7年国勢調査の調査結果(e-Stat) - 男女別人口及び世帯数 －町丁・字等” (CSV). 2021年7月20日閲覧。
8. ↑  総務省統計局 (2014年5月30日). “平成12年国勢調査の調査結果(e-Stat) - 男女別人口及び世帯数 －町丁・字等” (CSV). 2021年7月20日閲覧。
9. ↑  総務省統計局 (2014年6月27日). “平成17年国勢調査の調査結果(e-Stat) - 男女別人口及び世帯数 －町丁・字等” (CSV). 2021年7月21日閲覧。
10. ↑  総務省統計局 (2012年1月20日). “平成22年国勢調査の調査結果(e-Stat) - 男女別人口及び世帯数 －町丁・字等” (CSV). 2021年7月21日閲覧。
11. ↑  総務省統計局 (2017年1月27日). “平成27年国勢調査の調査結果(e-Stat) - 男女別人口及び世帯数 －町丁・字等” (CSV). 2021年7月21日閲覧。

### 書籍
1. 1 2 3 4 5 6 7 8 9 10 11 12 13 14 15  「角川日本地名大辞典」編纂委員会 1989, p. 1567.
2. 1 2 3 4  「角川日本地名大辞典」編纂委員会 1989, p. 1157.